# Open Library
Open Library je internetová databáze knih. Je provozována v rámci projektu Internet Archive a její ambicí je mít informace o úplně všech vydaných knihách. Podporuje různé klasifikace, například ISBN, Deweyův desetinný systém DDC nebo klasifikaci LCC podle Kongresové knihovny.
V případě knih, které jsou volným dílem, nabízí často také ke stažení přímo text knih a to v různých formátech (PDF, DjVu, …).
Software, na kterém běží, je dostupný pod licencí Affero General Public License a dostupný na GitHubu. Jako databáze je používána vlastní varianta PostgreSQL nazývaná Infobase, a wiki rozhraní pohání vlastní wiki software Infogami napsaný v Pythonu.